# قاعة الحفلات الموسيقية (كوبنهاغن)

قاعة الحفلات الموسيقية هي قاعة موسيقية في كوبنهاغن،الدنمارك وهي مقر أوركسترا السيمفونية الوطنية الدنماركية.بدأ بناء المبنى في فبراير 2003 وتم افتتاحه في يناير 2009 من قبل مارغريت الثانية ملكة الدنمارك.